# Gynoplistia neonebulosa
Gynoplistia neonebulosa är en tvåvingeart som beskrevs av Alexander 1923. Gynoplistia neonebulosa ingår i släktet Gynoplistia och familjen småharkrankar. Inga underarter finns listade i Catalogue of Life.